# Antoine Selosse
Compléments
Selosse est le compositeur de plusieurs œuvres pour clavier
Antoine Selosse, né à Tourcoing (France) en 1621 et décédé à  Saint-Omer le  27 mars 1687, est un prêtre jésuite français, professeur de musique et claveciniste, actif notamment à Saint-Omer durant la seconde moitié du XVIIe siècle. Il était connu en Angleterre sous le nom de ‘Antonio Mason’.

## Biographie
Né à Tourcoing en France le jeune Antoine passe cependant sa jeunesse en Angleterre. Il aurait été organiste de la cathédrale Notre-Dame-et-Saint-Lambert de Liège, de 1651 à 1657, mais on ne sait où il fit son apprentissage de la musique. Cette même année 1657 il entre au noviciat de la Compagnie de Jésus. Il semble que Selosse est alors déjà prêtre.   
Après avoir prononcé ses premiers vœux (8 octobre 1658) , le même jour qu’Anthony Poole, célèbre compositeur et violiste, il est nommé professeur de musique vocale au Collège anglais de Saint-Omer où il rejoint Edward Mico et où il est rejoint par Anthony Poole, professeur de musique instrumentale.
À ce poste, Selosse précède Louis Le Quointe (1652-1717). Comme maître du chœur de la chapelle du collège et comme organiste, Selosse travaille dans un collège où la pratique musicale est très soutenue et intégrée dans le cursus des études de même que dans les représentations de théâtre de collège.
Selosse fait sa profession religieuse jésuite définitive comme ‘coadjuteur spirituel’ et dirige également la  congrégation mariale du collège. Il semble avoir passé le reste de sa vie à Saint-Omer, où il meurt le 27 mars 1687 à l’âge de 66 ans.

## Œuvres

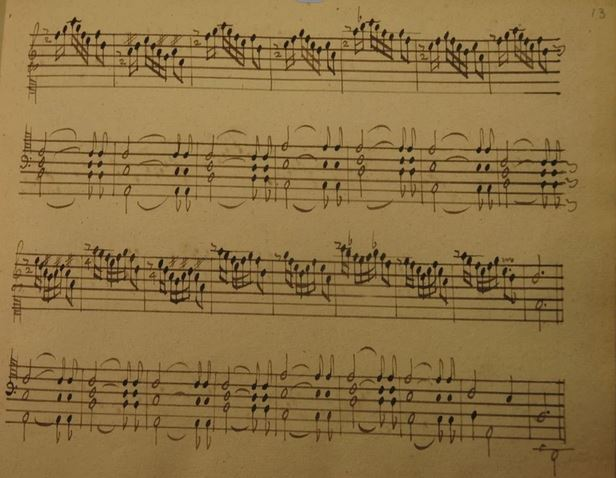
Page 13 du "Manuscrit Selosse"

Selosse a laissé son nom sur un manuscrit musical (appelé depuis le "manuscrit Selosse"), qui contient des pièces de clavier apparemment compilées par Padre Antonio Mason, alias Seloss. Il contient 33 pièces pour clavier tant sacrées que profanes, commençant par 24 variations sur La Folia, suivies par des toccatas, des suites de danses, et porte des doigtés. Le manuscrit semble être arrivé en Angleterre vers 1680. 
Quinze des pièces du manuscrit Selosse (parmi lesquelles une suite danses et les variations sur La Folia) ont été reprises dans le manuscrit Hogwood M 1471, plus tardif (ca. 1685-1690). Le manuscrit contient des pièces attribuées à Selosse, d’autres à John Roberts, ainsi que « The King’s Hunt » de John Bull, seul compositeur nommé. Des pièces sont restées anonymes et plusieurs sont clairement écrites pour l’orgue, dont une fugue écrite sur le plainchant du Ite Missa est et qui indique la registration Vox humana.
Édition moderne : Peter Leech, ed. The Selosse manuscript : seventeenth-century Jesuit keyboard music. Bicester, Edition HH, 2008.
Cinq pièces sont enregistrées dans « La Chase Royale : keyboard manuscript of Antoine Selosse, Terence Charlston, clavier. Double CD, DXL 1143, plages 6-10.